# Задача n-назад
Задача n-назад (англ. n-back) — известная задача непрерывного выполнения, разработанная психологом В. К. Кирхнером в 1958 году. Применяется в нейрофизиологических исследованиях для стимулирования активности определённых зон мозга, а также в психологии для оценки и развития рабочей памяти, логического мышления, способности к концентрации внимания и в целом подвижного интеллекта (англ. fluid intelligence, Gf; способность мыслить логически, воспринимать и запоминать новое, решать новые непривычные проблемы).

## Суть задачи
Человеку один за другим предъявляется ряд образов (визуальных, звуковых, реже иных). При этом человек должен определить и указать, встречался ли предъявляемый образ 1 позицию назад (задача 1-назад), или 2 позиции назад (задача 2-назад), или 3 позиции назад (задача 3-назад), и так далее.
Например, вот ряд латинских букв, последовательно предъявляемых человеку, среди которых нужно определить те, которые встречались 3 позиции назад (задача 3-назад):
T L H C H S C C Q L C K L H C Q T R H K C H R
Существует модификация задачи, называемая двойная n-назад, где человеку предъявляется одновременно два ряда образов. Может использоваться и тройная n-назад задача, в которой предъявляется 3 ряда образов, и так далее. Ряды образов могут задействовать разные органы восприятия, например: первый ряд образов — произносимые вслух буквы, второй ряд — карточки разных цветов, третий ряд — расположение чёрных кружков на карточках. Для развития профессиональных навыков могут также использоваться звуки музыкальных инструментов различной частоты, позиции фигур на шахматной доске, фотографии людей, и прочее.

## Развитие подвижного интеллекта
Исследование, проведённое в 2008 году Сюзанной Йегги и её коллегами, показало, что регулярные тренировки в выполнении этой задачи способны за короткий период значительно развить подвижный интеллект, расширить рабочую память человека, улучшить логическое мышление и способность концентрироваться. Корректность оценки результатов исследования была подвергнута критике учёным Дэвидом Муди, считавшим, что финальные замеры были проведены неверно. Но Йегги оспорила критику Муди и в 2010 году исследование с некоторыми изменениями было проведено ещё раз, подтвердив первоначальные результаты. Однако позднее проводились исследования, отмечающие недостатки методологии оценки результатов в экспериментах Йегги, а также различные исследования, в ходе которых влияние n-назад задач на развитие интеллекта не было подтверждено.
Большинство людей способно удержать в рабочей памяти 5—9 элементов, в среднем 7.

## Программные реализации
Двойная n-назад задача реализована для разных платформ.
- Mac OS, Linux и Windows: Brain Workshop.
- Android: Brain N-Back for Android, Dual N Back for Android (только исходный код).
- Реализация на Haskell: hback.